# Дос Сантос Насименто, Маурисио
Маури́сио дос Са́нтос Насиме́нто (порт.-браз. Maurício dos Santos Nascimento, более известный как Маури́сио, порт.-браз. Maurício; родился 20 сентября 1988, Сан-Паулу, Бразилия) — бразильский футболист, защитник клуба «Шапекоэнсе».

## Биография
Родился в Сан-Паулу. В детстве жил в фавелах с матерью и четырьмя братьями, отец ушёл из семьи, когда Маурисио было 6 месяцев. Начинал играть на позиции атакующего полузащитника, позже переместившись в центр поля.
В 10 лет его заметили тренеры «Палмейраса», и Маурисио стал заниматься в академии клуба, постепенно перейдя на позицию защитника. В 19 лет попал в первую команду. Из-за высокой конкуренции он на правах аренды клуб отправил его в клуб третьего дивизиона КРБ. После аренды вернулся в родной клуб, за 2 неполных сезона провёл 34 матча. 1 ноября 2009 года, в матче против «Коринтианс», Маурисио забил свой первый гол за «Палмейрас» в бразильской Серии A. В ноябре 2009-го в перерыве матча с «Гремио» подрался с одноклубником Мануэлем Обиной. Инцидент получил широкую огласку в Бразилии, и клуб решил расстаться с обоими участниками драки.
В итоге Маурисио на правах аренды отыграл по сезону в 4 клубах: «Гремио», «Португеза Деспортос», «Витория» Салвадор и «Жоинвиль», пока в начале 2013 года он не покинул зелёных окончательно и перешёл в «Спорт Ресифи».
Летом того же года Маурисио перешёл в лиссабонский «Спортинг» за 450 тысяч евро. 18 августа в матче против «Ароки» он дебютировал в Сангриш лиге. В этом же поединке Маурисио забил свой первый гол за новую команду, замкнув подачу с углового. Позже футболист несколько раз высказывал легкое недовольство тем, что его не отпускают в большие клубы и не ценят так, как других футболистов, стал хуже играть. Был оштрафован клубом за вождение в нетрезвом виде.
В начале 2015 года он перестал попадать в стартовый состав и для получения игровой практики на правах аренды перешёл в итальянский «Лацио». В матче против «Милана» Маурисио дебютировал в итальянской Серии А, заменив во втором тайме Стефана де Врея. Летом того же года после окончания срока аренды руководство римского клуба выкупило трансфер Маурисио за 4,5 млн евро. В составе «орлов» стал финалистом Кубка и Суперкубка Италии. Стабильно был игроком основы, но во второй половине сезона 2015/16 потерял место в стартовом составе итальянского клуба.
Летом 2016 года Маурисио на правах аренды перешёл в московский «Спартак». 11 сентября в матче против «Локомотива» дебютировал в РФПЛ. 26 ноября в матче против «Терека» Маурисио забил первый гол за «Спартак», принеся победу команде 1:0. В своём дебютном сезоне он помог клубу впервые за 16 лет выиграть чемпионат. По итогам сезона «Спартак» не стал выкупать трансфер Маурисио и игрок вернулся в «Лацио». В начале 2018 года защитник на правах аренды присоединился к польской «Легии». 11 марта в матче против «Лехии» из Гданьска он дебютировал в польской Экстраклассе.

## Достижения
Командные
 «Спартак (Москва)»
- Чемпионат России по футболу — 2016/17

 «Легия (Варшава)»
- Чемпионат Польши по футболу — 2017/18
- Кубок Польши по футболу — 2017/18

## Клубная статистика
| Выступление          | Выступление      | Выступление      | Лига | Лига | Кубок | Кубок | Кгнтинент | Кгнтинент | Итого | Итого |
| Клуб                 | Лига             | Сезон            | Игры | Голы | Игры  | Голы  | Игры      | Голы      | Игры  | Голы  |
| -------------------- | ---------------- | ---------------- | ---- | ---- | ----- | ----- | --------- | --------- | ----- | ----- |
| Палмейрас            | Паулиста А1      | 2009             | 4    | 0    | 0     | 0     | 0         | 0         | 4     | 0     |
| Палмейрас            | Серия A          | 2009             | 14   | 1    | 0     | 0     | 0         | 0         | 14    | 1     |
| Палмейрас            | Итого            | Итого            | 18   | 1    | 0     | 0     | 0         | 0         | 18    | 1     |
| → Гремио             | Гаучо 1          | 2010             | 7    | 0    | 0     | 0     | 0         | 0         | 7     | 0     |
| → Гремио             | Итого            | Итого            | 7    | 0    | 0     | 0     | 0         | 0         | 7     | 0     |
| → Португеза          | Серия В          | 2010             | 16   | 2    | 7     | 0     | 0         | 0         | 23    | 2     |
| → Португеза          | Паулиста А1      | 2011             | 14   | 0    | 1     | 0     | 0         | 0         | 15    | 0     |
| → Португеза          | Итого            | Итого            | 30   | 2    | 8     | 0     | 0         | 0         | 38    | 2     |
| → Витория (Салвадор) | Серия В          | 2011             | 24   | 3    | 0     | 0     | 0         | 0         | 24    | 3     |
| → Витория (Салвадор) | Итого            | Итого            | 24   | 3    | 0     | 0     | 0         | 0         | 24    | 3     |
| → Жоинвиль           | Серия В          | 2012             | 32   | 2    | 0     | 0     | 0         | 0         | 32    | 2     |
| → Жоинвиль           | Итого            | Итого            | 32   | 2    | 0     | 0     | 0         | 0         | 32    | 2     |
| Спорт Ресифи         | Серия В          | 2013             | 17   | 0    | 4     | 1     | 0         | 0         | 21    | 1     |
| Спорт Ресифи         | Итого            | Итого            | 17   | 0    | 4     | 1     | 0         | 0         | 21    | 1     |
| Спортинг (Лиссабон)  | Суперлига        | 2013/14          | 28   | 1    | 2     | 1     | 0         | 0         | 30    | 2     |
| Спортинг (Лиссабон)  | Суперлига        | 2014/15          | 14   | 0    | 1     | 0     | 5         | 0         | 20    | 0     |
| Спортинг (Лиссабон)  | Итого            | Итого            | 42   | 1    | 3     | 1     | 5         | 0         | 50    | 2     |
| Лацио                | Серия A          | → 2014/15        | 15   | 0    | 4     | 0     | 0         | 0         | 19    | 0     |
| Лацио                | Серия A          | 2015/16          | 24   | 0    | 2     | 0     | 10        | 0         | 36    | 0     |
| Лацио                | Итого            | Итого            | 39   | 0    | 6     | 0     | 10        | 0         | 55    | 0     |
| → Спартак (Москва)   | РФПЛ             | 2016/17          | 10   | 1    | 1     | 0     | —         | —         | 11    | 1     |
| → Спартак (Москва)   | Итого            | Итого            | 10   | 1    | 1     | 0     | —         | —         | 11    | 1     |
| Всего за карьеру     | Всего за карьеру | Всего за карьеру | 214  | 9    | 21    | 2     | 10        | 0         | 245   | 11    |